# Korenica
Korenica (makedonska: Кореница) är en ort i Nordmakedonien. Den ligger i kommunen Krivogaštani, i den centrala delen av landet, 70 kilometer söder om huvudstaden Skopje. Korenica ligger 620 meter över havet och antalet invånare är 142.